# Piero Strozzi (hudebník)
Piero, nebo též Pietro Strozzi (1550, Florencie - po 1. září 1609 tamtéž) byl italský šlechtic z významného rodu Strozziů a amatérský shudební skladatel.

## Život
Strozzi v rodné Florencii sehrál důležitou intelektuální roli při zrodu „nové hudby“ koncem 16. století.
Byl členem florentské Cameraty u hraběte Giovanniho Bardise a Jacopa Corsiho.
Podporoval Giulia Cacciniho a objednal si u něj několik děl.
Strozzi se sám věnoval komponování, mezi jeho kompozicemi je několik madrigalů a opera La mascherata degli accecati (1596).